# Pfarrkirche Hohenfeld

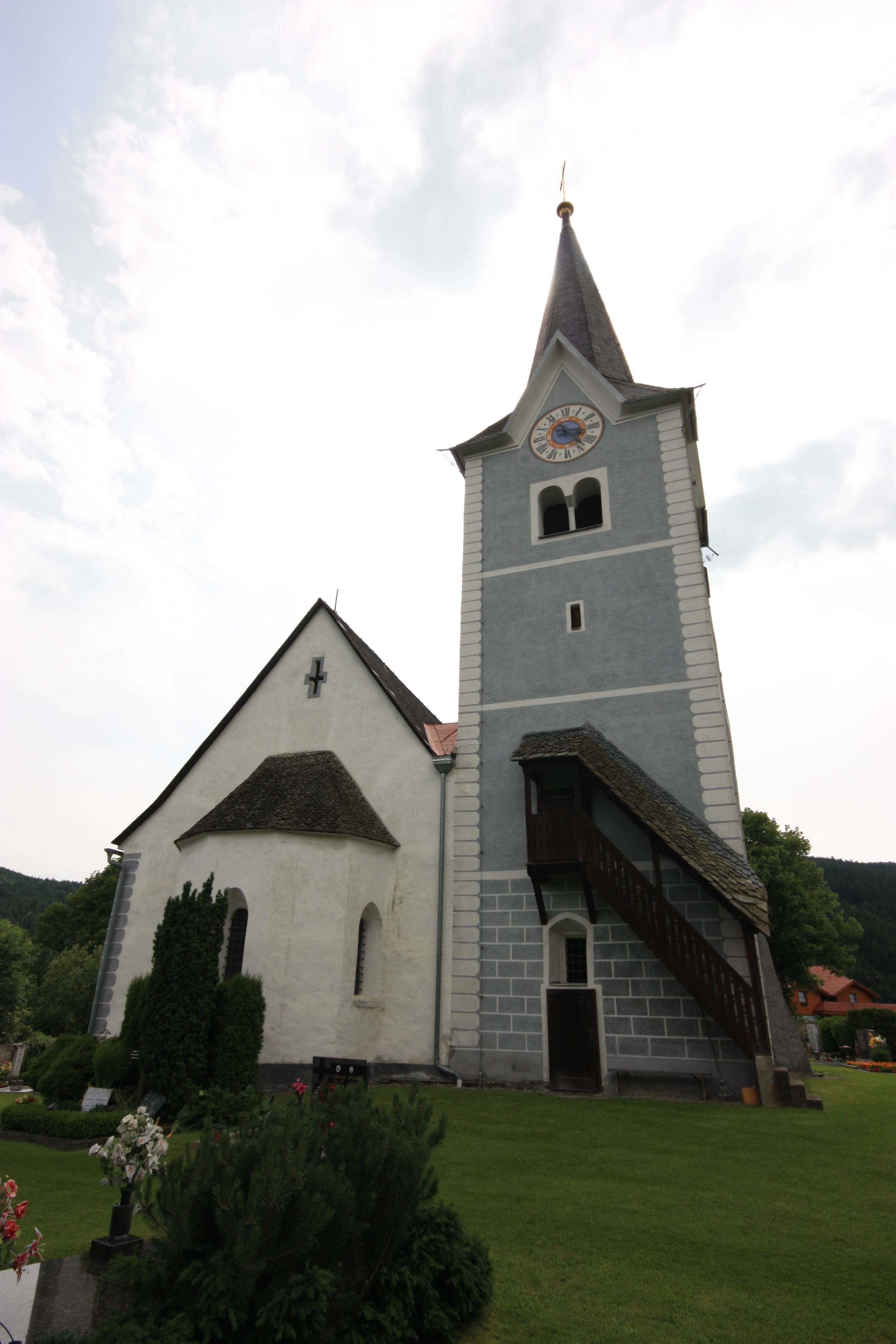

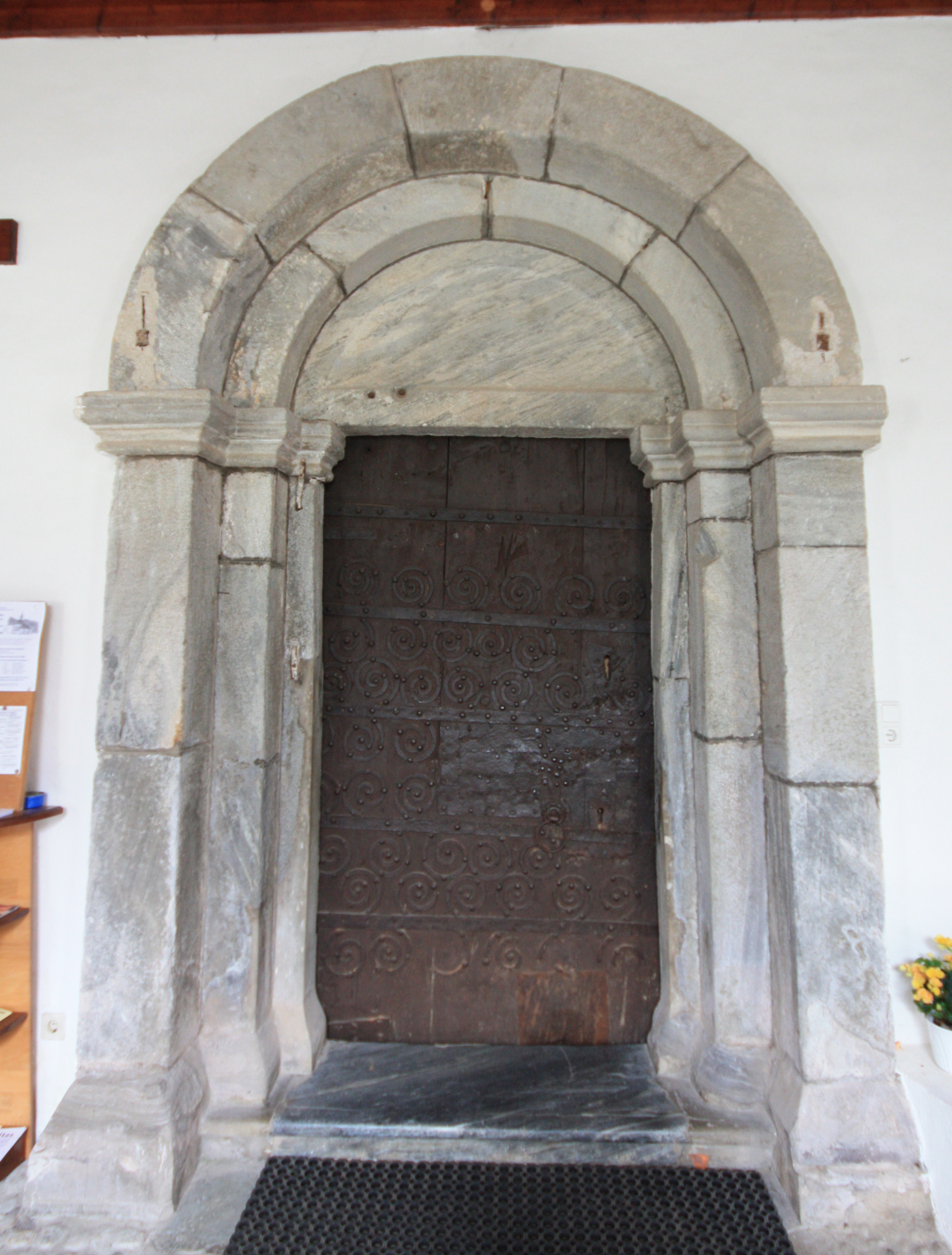
Portal

Die römisch-katholische Pfarrkirche Hohenfeld ist der heiligen Radegundis geweiht. Sie steht auf einer Terrasse oberhalb von Schloss Pöckstein in der Gemeinde Straßburg. Die Kirche steht unter Denkmalschutz (Listeneintrag).

## Geschichte
Das Gotteshaus wurde 1043 als Eigenkirche von der heiligen Hemma gegründet. Später kam die Kirche an das Kloster und anschließend an das Bistum Gurk. Noch 1131 war Hofenfeld von der Pfarre Lieding abhängig. Als Pfarre wurde Hohenfeld erstmals 1249 genannt.
1945 wurde die Kirche durch eine Bombe, die der nahen Gurkbrücke galt, beschädigt.

## Baubeschreibung
Das Gotteshaus ist ein mittelgroßer romanischer Bau. Der spätgotische Turm mit romanisierenden Schallfenstern steht an der Nordseite des Chores. An der Südwand sind zwei Eisengussepitaphien von 1826 und 1828 der Gewerkenfamilie Obersteiner angebracht, die im k. k. Eisengusswerk Maria Zell hergestellt wurden. Die Vorhalle wurde im 19. Jahrhundert hinzugefügt. Das romanische Stufenportal aus der Mitte des 12. Jahrhunderts besitzt eine Tür mit Spiralbeschlägen.
Die Holzdecke im Langhaus wurde 1946 erneuert. Die Westempore stammt aus dem 19. Jahrhundert. Im querrechteckigen Chor erhebt sich ein barockes Klostergewölbe aus dem 18. Jahrhundert zwischen Gurten und seitlich angeschobenen, kurzen Quertonnen. Der Chor endet in einem eingezogenen Fünfzehntelschluss. Ein spätgotisches Portal führt in die sternrippengewölbte Sakristei im Turmerdgeschoß.

## Einrichtung
Der um 1740 entstandene Hochaltar wurde mehrmals erneuert. Um 1760 wurde der Tabernakel hinzugefügt. Das Mittelbild mit der heiligen Radigundis vor der Madonna malte 1739 Josef Ferdinand Fromiller. Im Hauptgeschoß stehen die Statuen der Heiligen Johannes Nepomuk, Oswald, Antonius abbas und Franz Xaver. Das Oberbild zeigt die heilige Barbara, flankiert von den Figuren der Heiligen Blasius und Sebastian.
Der linke Seitenaltar trägt eine Pietà vom Ende des 17. Jahrhunderts sowie zwei barocke Leuchterengel. Das Kruzifix und die zwei Heiligenfiguren ohne Attribute am rechten Seitenaltar entstanden um 1800. Die im 17. Jahrhundert gemalten Ölgemälde im Langhaus zeigen die Taufe Christi, Anna selbdritt sowie die Heiligen Barbara und Sebastian. Zur weiteren Einrichtung zählt ein spätgotischer Taufstein.